# آرتور نیومن (فیلم)
آرتور نیومن (به انگلیسی: Arthur Newman) فیلمی محصول سال ۲۰۱۲ و به کارگردانی دانته آریولا است. در این فیلم بازیگرانی همچون کالین فرث، امیلی بلانت، آن هیش، استرلینگ بومان، دیوید اندروز، پیتر جوراسیک، لوکاس هجز ایفای نقش کرده‌اند.